# Šestiválcový vidlicový motor

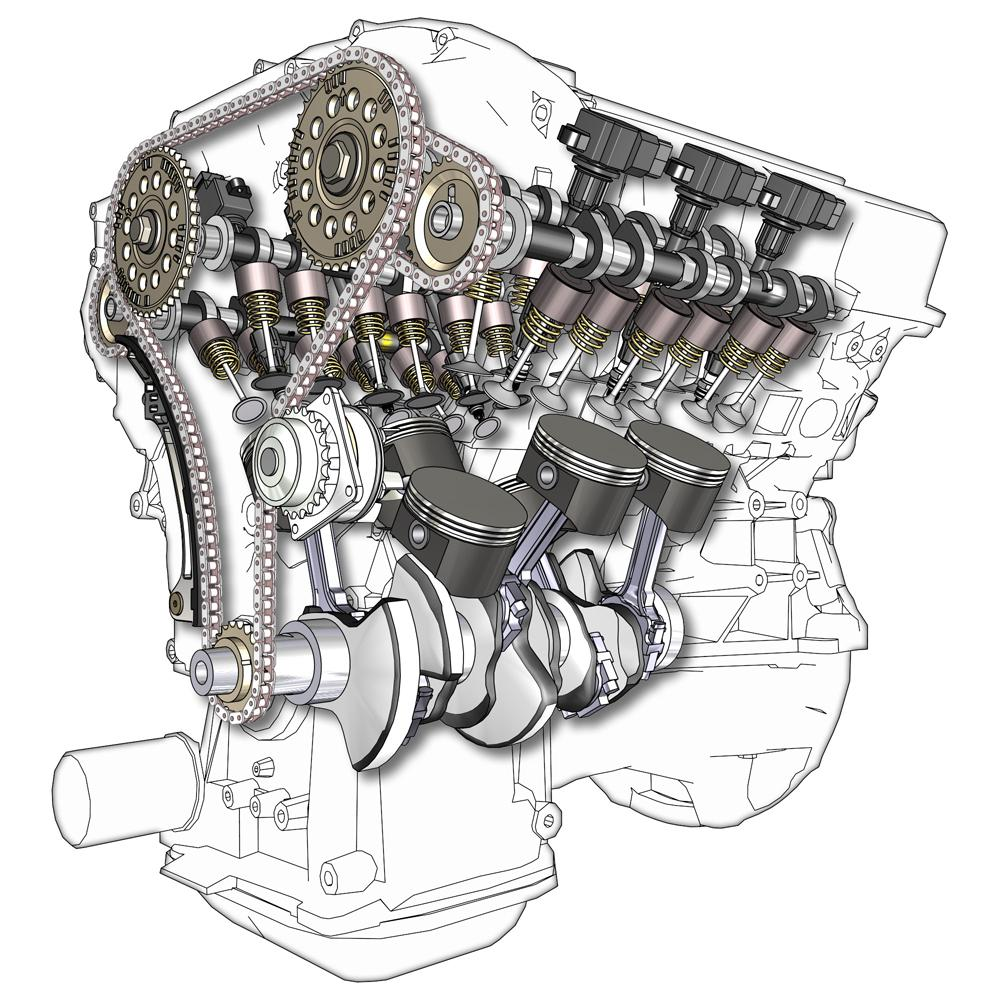
24-ventilový vidlicový šestiválec s DOHC

Šestiválcový vidlicový motor (také šestiválcový V-motor, V6, vidlicový šestiválec, šestiválcový motor/šestiválec do V, šestiválcový motor/šestiválec s válci do V/s uspořádáním válců do V/s uspořádáním do V) je vidlicový motor, který se skládá ze šesti válců rozdělených do dvou řad.
Po řadovém čtyřválci je druhým nejčastěji montovaným motorem do osobních automobilů. Nejčastějším úhlem sevření válců je 60°, méně častější je 75° a 90° nebo 120 °. Zjednodušeně jde o dvojici řadových tříválců se společnou klikovou hřídelí. Vidlicová konstrukce je kompaktnější a použitelná do menších motorových prostorů zejména v příčném uložení, při pohonu předních kol, ale náchylnější k vibracím než konstrukce řadového šestiválce. 
Typ motoru V6 se nejčastěji používá u automobilů střední třídy a vyšší střední třídy jako výkonnější varianta oproti řadovým čtyřválcovým motorům. Motory V6 jsou také menší a úspornější než motory V8.